# Polsunkow
Polsunkow ist eine Erzählung des russischen Dichters Fjodor Dostojewski aus dem Jahr 1848.

## Handlung
Osip Michailowitsch Polsunkow macht in Gesellschaft zahlreicher St. Petersburger Beamter mit expressiven Gesten und seinem humoristischen – im Kontrast zu seinem exquisiten Kleidungsstil stehenden – Aussehen auf sich aufmerksam. Er schlägt vor, eine Geschichte über einen Beamten hohen Ranges, namens Fedosej Nikolajewitsch, zu erzählen. Dazu steigt er auf einen Stuhl und beginnt seine Vorrede, die sich durch seine eigenen Wortspiele und die Bemerkungen der Zuhörer in die Länge zieht. 
Polsunkows Erzählung kann man entnehmen, dass er die Tochter von Fedosej Nikolajewitsch, Marja Fedosejewna, umwarb, um sie zu heiraten. Dies wurde jedoch von den Eltern Marjas (Fedosej Nikolajewitsch und seiner Frau Marja Fominischnaja) untersagt, da Polsunkow nicht wie erwartet das Erbe seines reichen Verwandten, eines Kadetten, vermacht bekam. 
In Wut darüber beschuldigte Polsunkow seinen Vorgesetzten, der gerade Fedosej Nikolajewitsch war, Bestechungsgelder angenommen zu haben, und drohte damit, eine Beschwerde samt belastender Materialien einzureichen. Um dies zu verhindern und Polsunkow wieder zu beruhigen und ihn somit wieder auf seine Seite zu ziehen, bot Fedosej Nikolajewitsch Polsunkow 1500 Rubel als Schweigegeld an, die Polsunkow annahm, wodurch ihm die Tür ins Haus des Vorgesetzten und vor allem zum Herz seiner Begehrten wieder offen stand. Die Vorbereitungen zur Hochzeit hatten begonnen, als Polsunkow beschloss, am 1. April seinem künftigen Schwiegervater einen Streich zu spielen. Er stellte einen Antrag auf sofortige Entlassung, symbolisierend, dass er, trotz des Schweigegelds, weiterhin vorhatte, Fedosej Nikolajewitsch zu diskreditieren. Der Scherz sorgte für Verwirrung, die recht schnell verflog. Nach erneuter Versöhnung nahm Fedosej Nikolajewitsch unter dem Vorwand wohltätiger Zwecke Polsunkow die Summe von 1500 Rubel wieder ab und kündigte ihm seine Stelle. Dafür benutzte er das scherzhaft erstellte Schreiben, das er von Polsunkow erhalten hatte. Zu diesem Zeitpunkt hatte Polsunkow keine belastenden Materialien gegen Fedosej Nikolajewitsch. Durch seinen Aprilscherz hatte er zudem sich selbst seiner Arbeitsstelle, seiner künftigen Ehefrau und 1500 Rubel entledigt.